# 布施警察署
布施警察署（ふせけいさつしょ）は、大阪府警察が管轄する警察署の一つである。府内有数の大規模警察署であり、署長は警視正。

## 所在地
- 大阪府東大阪市
下小阪四丁目1番48号   
  - 近鉄奈良線 八戸ノ里駅

## 管轄区域
- 東大阪市（概ね旧布施市域）
  - 枚岡警察署、河内警察署、八尾警察署、四條畷警察署の管轄区域を除く

## 不祥事
2012年、地域課所属の巡査長が、未成年の少女に対して酒を飲ませ酩酊状態にした上で性的暴行を加えたとして準強姦容疑で逮捕された。

## 交番
- 東大阪市
- 足代北交番（足代北二丁目5番9号）
- 荒本交番 (荒本新町5番13号)（以前は荒本142番地荒本公園内 平成25年に移転）
- 稲田交番（稲田本町二丁目6番30号）
- 永和交番（永和一丁目7番14号）
- 大蓮交番（大蓮東二丁目16番26号）
- 上小阪交番（新上小阪7番25号）
- 小阪駅前交番（小阪一丁目1番15号）
- 寿町交番（寿町一丁目8番26号）
- 長瀬駅前交番 （菱屋西一丁目24番1号）
- 長田交番（長田中2丁目5番19号）（以前は長田東2丁目1番7号）
- 布施駅前交番 （荒川三丁目13番53号）
- 森河内交番（森河内東一丁目38番20号）
- 八戸ノ里交番（小阪三丁目1番24号）

## 沿革
- 1881年4月 - 八尾警察署御厨分署として創立
- 1926年7月 - 八尾警察署から独立、御厨警察署と改称
- 1937年6月 - 布施市政の施行により布施警察署として改称
- 1948年3月 - 警察法の施行により自治警察としての布施市警察署が発足
- 1954年7月 - 警察法の改正により大阪府布施警察署と改称
- 1965年5月 - 庁舎を御厨から俊徳町に移転
- 2010年11月 - 庁舎を俊徳町から現庁舎へ移転

## 庁舎
- 1965年に完成した旧庁舎（大阪府東大阪市俊徳町一丁目5番23号）は老朽化が著しく、さらに敷地も狭隘なことから大阪府水道部布施ポンプ場跡地へ移転することになった。2010年に地上6階建ての現庁舎が完成。同年11月29日から現庁舎での業務を開始した。